# Fenacistoscópio

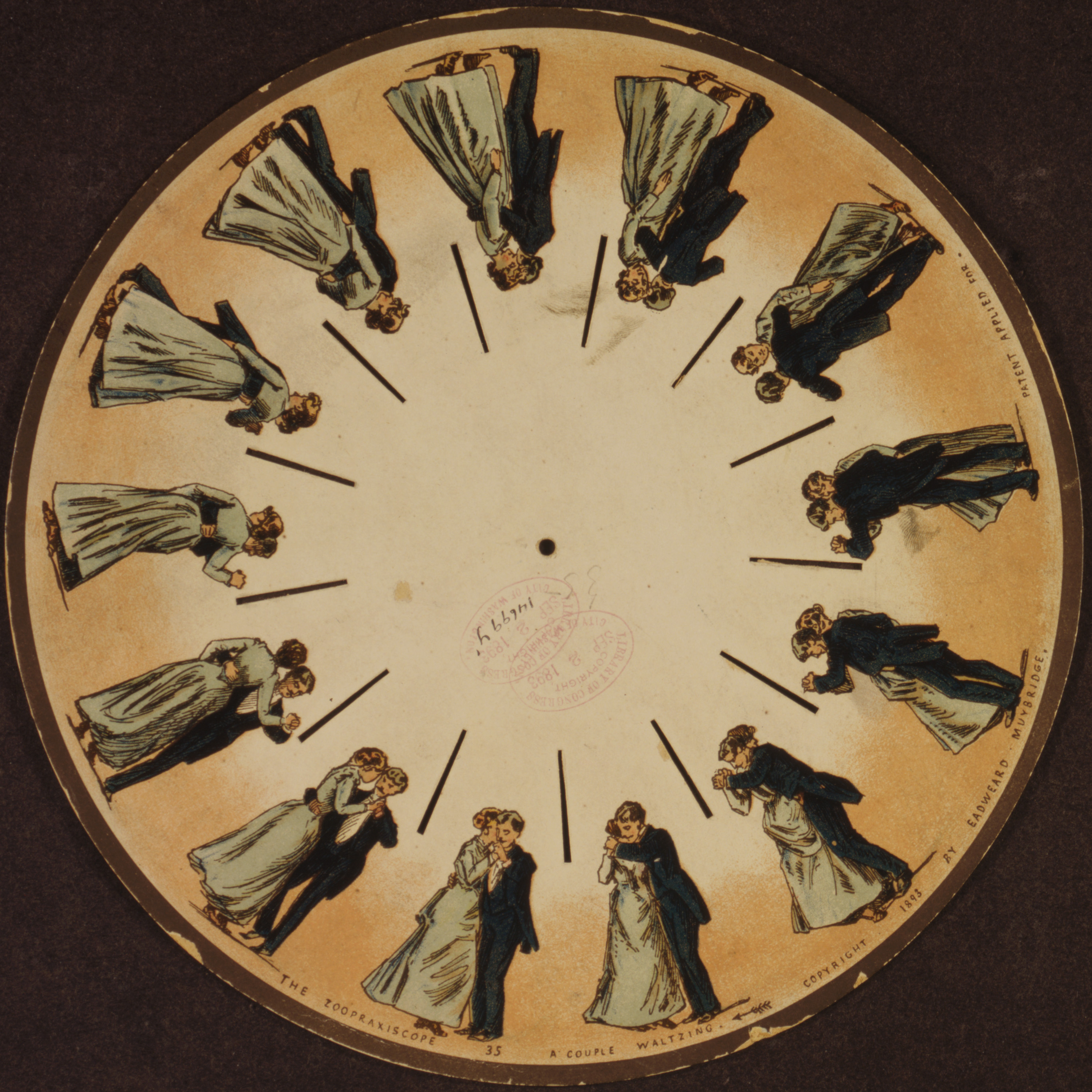
Disco de fenacistoscópio por Eadweard Muybridge (1893).

Vista de espelho simulada do disco acima.

Fenacistoscópio, do grego espectador ilusório, é um dispositivo inventado por Joseph Plateau para demonstrar a sua teoria da persistência na retina em 1829.
Consiste em vários desenhos de um mesmo objeto, em posições ligeiramente diferentes, distribuídos por uma placa circular lisa. Quando essa placa gira em frente a um espelho, cria-se a ilusão de uma imagem em movimento.
Pouco depois da sua invenção, Plateau descobriu que o número de imagens para criar uma ilusão de movimento ótima era 16, o que posteriormente utilizariam os primeiros
cineastas usando 16 fotogramas por segundo para as primeiras películas.

## Instruções de Utilização
Para ver como apresentam vida os personagens desenhados no disco, deve-se fazê-lo girar frente a um espelho, enquanto se observa por uma das ranhuras.